# Santa Catalina (ville)
Pour les articles homonymes, voir Santa Catalina.
Santa Catalina est une petite localité de la province de Jujuy et le chef-lieu du département de Santa Catalina en Argentine.

## Géographie
Santa Catalina est la localité habitée la plus au nord d'Argentine.